# تيري لويس (كاتب أغاني)
تيري لويس (بالإنجليزية: Terry Lewis)‏ هو كاتب أغاني أمريكي، ولد في 24 نوفمبر 1956.

## وصلات خارجية
- تيري لويس على موقع IMDb (الإنجليزية)
- تيري لويس على موقع ميوزك برينز (الإنجليزية)
- تيري لويس على موقع ديسكوغز (الإنجليزية)
- تيري لويس على موقع قاعدة بيانات الفيلم (الإنجليزية)